# كريغتون بورنس
كريغتون بورنس (بالإنجليزية: Creighton Burns)‏ هو رئيس تحرير صحيفة وصحفي أسترالي، ولد في 19 مارس 1925 في Malvern East, Victoria ‏ في أستراليا، وتوفي في 19 يناير 2008 في Malvern, Victoria ‏ في أستراليا بسبب سرطان.